# FreeX
freeX war eine deutschsprachige Computerzeitschrift mit Fokus auf dem praktischen Einsatz von freien Unix-Systemen (Linux, div. BSD- und Unix-Derivate). Herausgegeben wurde freeX vom C&L Verlag in Böblingen.
Jeder Ausgabe lag eine CD-ROM (seit Ausgabe 1/2007 eine DVD-ROM) mit einem oder mehreren Unix-Betriebssystemen – teils zum Installieren, teils als Live-System – sowie Anwendungsprogrammen bei. Die 1998 gegründete Zeitschrift erschien seit 1999 zweimonatlich, jeweils zu Beginn gerader Monate.
FreeX wurde im Oktober 2012 eingestellt und in das Admin-Magazin eingegliedert, das wiederum im April 2014 in IT-Administrator eingegliedert wurde. Der Einsatz freier Software geriet jedes Mal weiter aus dem Mittelpunkt. Mittlerweile scheinen „Produkte im Test“ bzw. „Praxis-Workshops“ zu vorwiegend kommerziellen Erzeugnissen den Fokus zu bilden.